# Kharazmi-Universität
Die Kharazmi-Universität (persisch دانشگاه خوارزمی Daneschgah-e Chwarazmi, früherer Name: Tarbiat-Moallem-Universität Teheran) gilt als die älteste Institution höherer Bildung im Iran. Der Name der Universität leitet sich ab von al-Chwarizmi (780–850), einem persischen Mathematiker, Astronomen und Geographen. Die Hochschule bietet Studienprogramme in zahlreichen Disziplinen an und wurde 1919 als pädagogische Hochschule mit dem Fokus auf Lehrerausbildung gegründet. Universitätsstatus erlangte die Hochschule als Tarbiat Moallem Universität Teheran im Jahre 1974. Seit 2010 trägt die Hochschule den Eigennamen Kharazmi-Universität.
Die Kharazmi-Universität ist heute eine der größten Universitäten im Iran, mit Fakultäten für Naturwissenschaften, Ingenieurwissenschaften, Mathematik und Informatik, Persischer Literatur sowie Geisteswissenschaften, Psychologie & Pädagogik, Sportwissenschaften und Chemie. Die Universität befindet sich an zwei Standorten, einem im Zentrum Teheran (in der Nähe U-Bahn-Stationen Darvazeh-Dowlat und Taleghani) und einem in Karadsch.

## Fakultäten

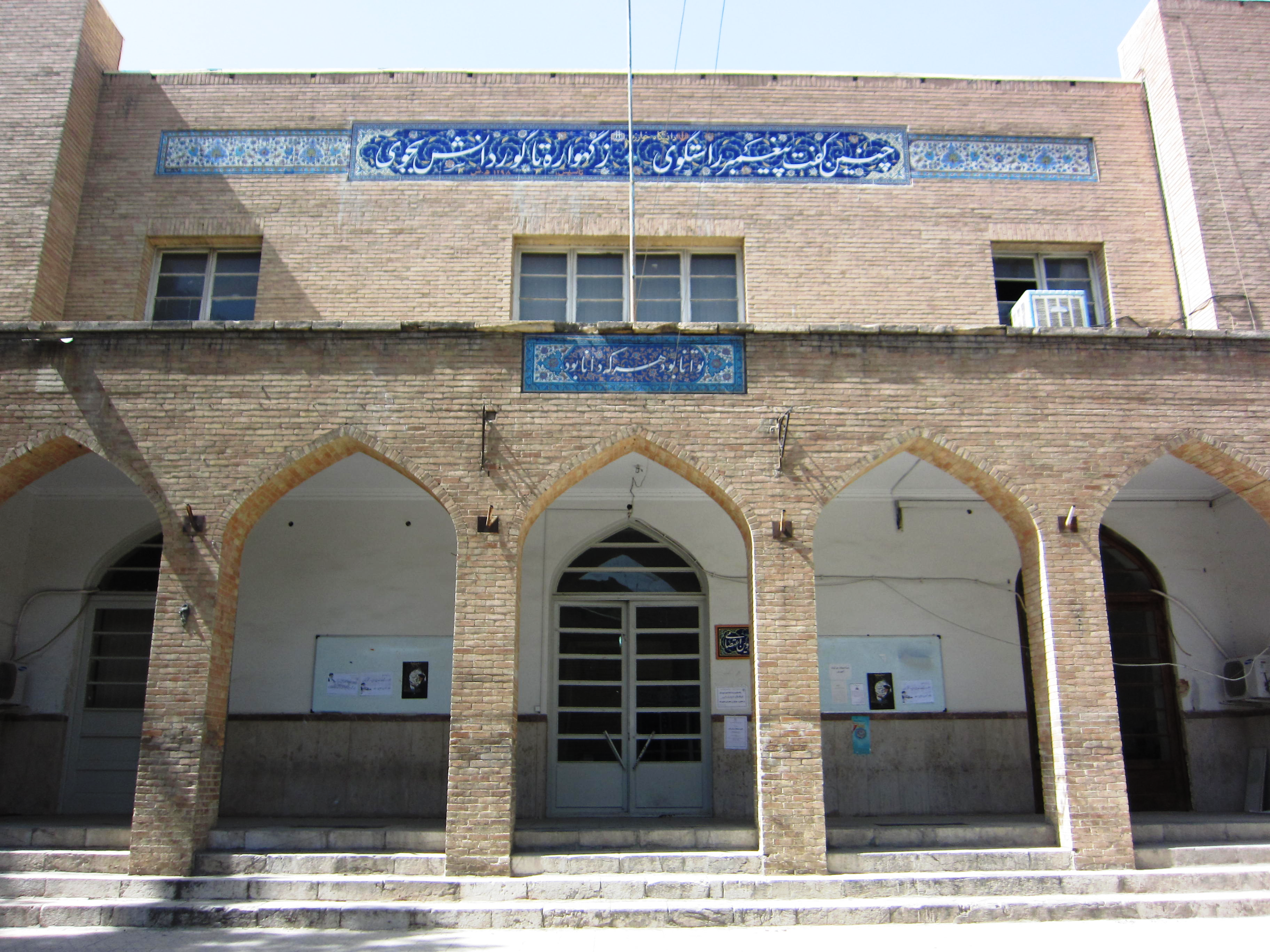
Hauptgebäude

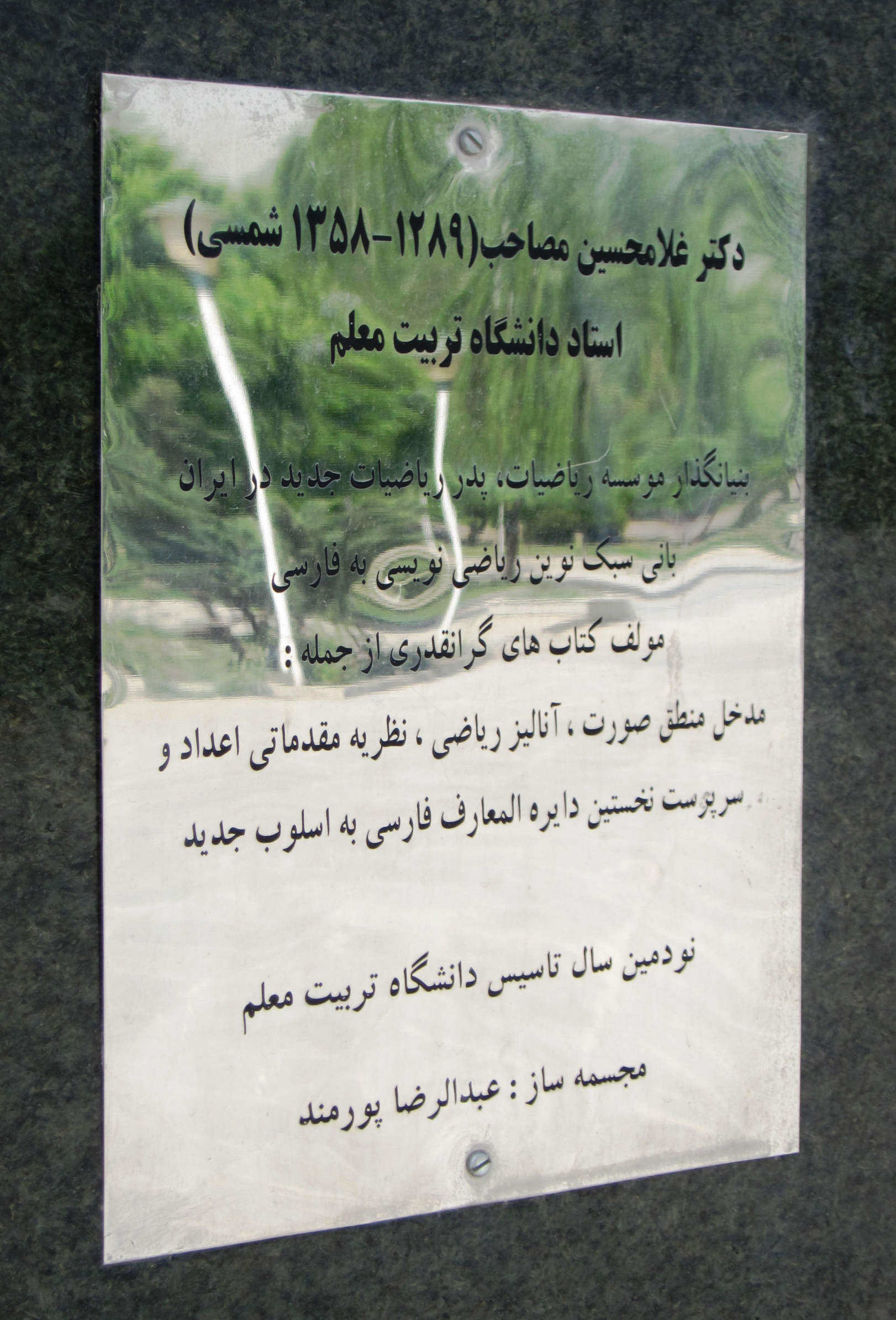
Dr. Mosaheb-Gedenkplakette vor der Fakultät für Mathematik und Informatik

Heute hat die Universität folgende Fakultäten:
1. Fakultät für Geisteswissenschaften
2. Fakultät für Psychologie und Pädagogik
3. Fakultät für Sport
4. Fakultät für Management und Betriebswirtschaftslehre
5. Fakultät für Geographie
6. Fakultät für Ingenieurwissenschaften
7. Fakultät für Mathematik und Informatik
8. Fakultät für Physik
9. Fakultät für Chemie
10. Fakultät für Biologie
11. Fakultät für Geowissenschaften